# Upplands runinskrifter 534
Upplands runinskrifter 534, överst till höger på bilden, är ett vikingatida runstensfragment av granit i Roslags-Bro kyrka, Roslags-Bro socken och Norrtälje kommun. Runstensfragmentet är 0,6 gånger 0,25 meter stort. Runhöjden är 8 centimeter.
Fragmentet kan vara från samma runsten som U 535 och U 536. Det är emellertid inte alls säkert. Alla tre fragmenten hittades 1929 och förvaras tillsammans i kyrkans vapenhus.

## Inskriften
Translitterering av runraden:
...ki · afti · f-...
Normalisering till runsvenska:
... æftiʀ ...
Översättning till nusvenska:
... efter ...